# Cour suprême de l'Illinois
Pour les articles homonymes, voir Cour suprême.

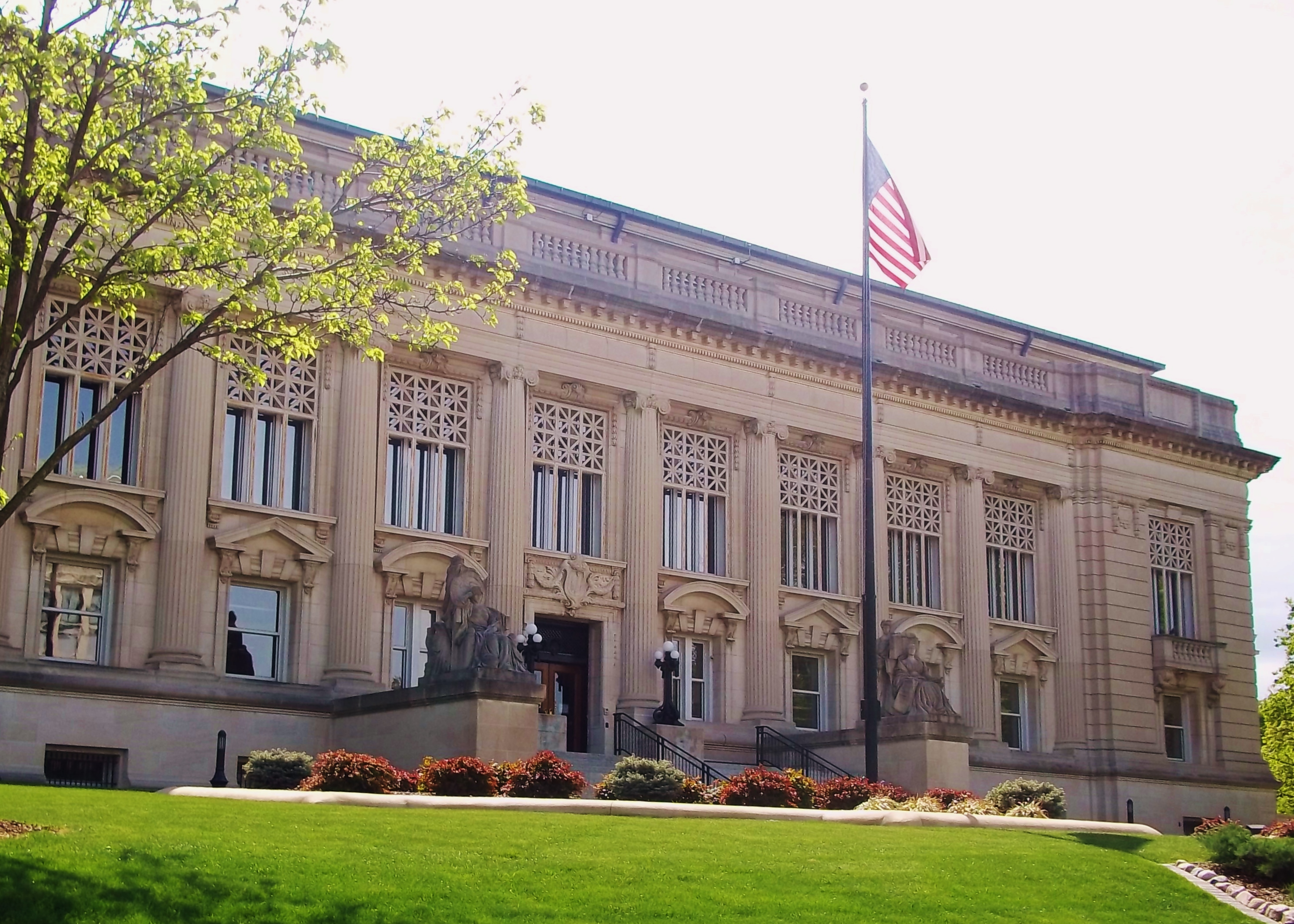
Bâtiment de la Cour suprême de l'Illinois.

La Cour suprême de l'Illinois est la plus haute cour judiciaire de l'État américain de l'Illinois. L'autorité de la cour est garantie par l'Article VI de la constitution de l'Illinois, portant à 7 le nombre des juges élus dans chacune des 5 circonscriptions de l'Illinois. Étant donné son poids démographique, le comté le plus représenté est le comté de Cook avec 3 juges, tandis que les autres n'en on qu'un. Chaque juge est élu pour 10 ans et le président de la cour est élu par les autres membres pour un mandat de 3 ans.

## Membres actuels
| Nom                          | Parti       | Début | Fin  | District | Formation                                   |
| ---------------------------- | ----------- | ----- | ---- | -------- | ------------------------------------------- |
| Mary Jane Theis (présidente) | Démocrate   | 2010  | 2032 | 1er      | Université de San Francisco                 |
| P. Scott Neville Jr.         | Démocrate   | 2018  | 2030 | 1er      | Université de Washington School of Law      |
| Joy Cunningham               | Démocrate   | 2022  | 2024 | 1er      | Université de l'Illinois à Chicago          |
| Elizabeth Rochford           | Démocrate   | 2022  | 2032 | 2e       | Université Loyola de Chicago                |
| Mary K. O'Brien              | Démocrate   | 2022  | 2032 | 3e       | Université de l'Illinois à Urbana-Champaign |
| Lisa Holder White            | Républicain | 2022  | 2024 | 4e       | Université de l'Illinois à Urbana-Champaign |
| David K. Overstreet          | Républicain | 2020  | 2030 | 5e       | Université du Tennessee                     |

## Anciens présidents de la cour de Justice
Ceci est une liste non exhaustive.

### 2000 –en cours
- Mary Jane Theis (depuis 2022)
- Anne Burke (2019-2022)
- Lloyd Karmeier (2016-2019)
- Rita Garman (2013-2016)
- Thomas Kilbride (2010-2013)
- Thomas R. Fitzgerald (2008-2010)
- Robert R. Thomas (2005-2008)
- Mary Ann G. McMorrow (2002-05)
- Moses W. Harrison II (2000-02)

### 1900 – 2000
- Michael Anthony Bilandic (1994-97)
- Thomas J. Moran (1988-90)
- William G. Clark (1985-88)
- Howard C. Ryan (1981-1984)
- Roy Solfisburg (1967-1969)
- Ray Klingbiel  (1964-1967)
- Roy Solfisburg  (1962-1963)
- Byron O. House (1959-60)
- Joseph E. Daily (1958-59)
- Ray Klingbiel  (1956-1957)
- Joseph E. Daily (1951-52)
- William J. Fulton (1944-45)
- Charles C. Craig (1916-17)
- John P. Hand (1907)
- John P. Hand (1903)
- Carroll C. Boggs (1900-01)

### 1818 – 1900
- Joseph N. Carter (1898-99)
- David J. Baker (1893-94)
- Joseph M. Bailey (1892-93)
- Sidney Breese (1873-74)
- Sidney Breese (1867-70)
- Pinkney H. Walker (1864-67)
- John Dean Caton (1857-64)
- Sidney Breese (1857)
- Walter B. Scates (1855-57)
- Samuel H. Treat (1849-55)
- William Wilson (1825-49)
- Thomas Reynolds (1822-23)
- Joseph Philips (1818-22)